# لیل پامپ
گزی فابیو گارسیا (به انگلیسی: Gazzy Fabio Garcia) متولد ۱۷ اوت ۲۰۰۰ شناخته‌شده بعنوان لیل پامپ (به انگلیسی: Lil Pump)، خواننده رپ و ترانه‌سرا اهل ایالات متحده آمریکا است. وی نخستین‌بار ترانه‌هایش را در موسیقی ساوندکلاود در سال ۲۰۱۶ بارگذاری کرد که تقریباً صد میلیون‌بار ترانه‌هایش در این وب‌گاه پخش و شنیده شده‌است. گارسیا برای ترانه‌اش «گوچی گنگ» که رتبه ۱ در ۱۰۰ آهنگ داغ بیلبورد را از آن خود کرده‌است، به شهرت رسیده‌است. وی نخستین آلبوم استودیویی خود، لیل پامپ، را در ۶ اکتبر ٢۰١٧ منتشر کرد.

## اوایل زندگی
گارسیا در ۱۷ اوت ۲۰۰۰ در میامی، فلوریدا از پدر اهل کوبا و مادر اهل مکزیک متولد شد.
وقتی که او ۱۳ سال داشت، پسر عمویش او را به عمر پینِرو معرفی کرد که بیشتر با نام اسموک‌پورپ شناخته می‌شود. گارسیا و عمر پینِرو در نهایت یک گروه شدند. او از مدارس منطقه‌ای اخراج شد و سپس در دبیرستان ثبت نام کرد. اما در کلاس دهم به دلیل دعوا و تحریک به درگیری از آنجا نیز اخراج شد.

## حرفه

### اوایل شهرت (۲۰۱۶)
شهرت گارسیا هنگامی شروع شد که اسموک‌پورپ رپ یک ترک تهیه کرد و از گارسیا خواست تا فری‌استایل برایش بخواند. تک‌آهنگ تهیه‌شده با عنوان «لیل پامپ» به صورت مستقل در وب‌گاه اشتراک‌گذاری موسیقی ساوندکلاود بعنوان اولین تک‌آهنگ وی منتشر شد. به دنبال آن تک‌آهنگ‌های «المنتوری»، «اگنورانت»، «گنگ شت» و «درام‌استیک» منتشر شدند که هرکدام به تنهایی سه میلیون بار پخش و شنیده شده‌اند. موفقیت آهنگ‌های گارسیا در ساوندکلاود او را در رپرهای زیرزمینی جنوب فلوریدا به شهرت رساند. به نحوی با عنوان «رپر ساوندکلاود» شناخته می‌شود و همچنین در تور نو جامپر ۲۰۱۶ برجسته شد.

### افزایش شهرت (۲۰۱۷ – تاکنون)
لیل پامپ سال ۲۰۱۷ را با انتشار تک آهنگ‌های «دی رز» و «باس» شروع کرد، که با جمع‌آوری ۷۰ میلیون بار پخش از بیشترین پخش‌شده‌های ساوندکلاود است. محبوبیت آهنگ «دی رز» موجب ساخت موزیک ویدئویی از تهیه‌کننده و کارگردان اهل شیکاگو «کول بنت» که همچنین با نام لاریکال لیمونید شناخته می‌شود. موزیک ویدیو از ۳۰ ژانویه ۲۰۱۷ بر روی یوتیوب قرار داده شد و از دسامبر ۲۰۱۷ تاکنون ۱۰۶ میلیون بازدید داشته‌است. در ۹ ژوئن ۲۰۱۷، دقیقاً دو ماه قبل از تولد هفده سالگی‌اش، لیل پامپ قرارداد ضبطی را با استودیو های دا لایتس گلوبال و وارنر براس. رکورد امضا کرد. با این حال در ژانویه ۲۰۱۸ مشخص شد که قرارداد او به علت کمبود سن او با استودیوی وارنر براس رکورد لغو گردید.
وی اولین آلبوم استودیویی خود، لیل پامپ را با هم‌کاری اسموک‌پورپ، گوچی مان، لیل یاتی، چیف کیف، ریک راس و تو چینز در ۶ اکتبر ۲۰۱۷ منتشر کرد.